# زن حرمسرا
زن حرمسرا یا شبستان به زنانی آزاد گفته می‌شد که در حرمسرا (شبستان) بودند. در ایران دست‌کم از دوران هخامنشی تا دوران قاجار پادشاهان شبستان داشته‌اند. سلطنت اموی، عباسی و عثمانی نیز از چنین بخشی در کاخ‌های خود بهره می‌بردند.

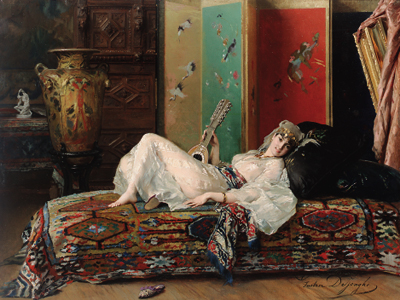
یک زن حرمسرای لمیده - نقاشی از گوستاو لئونارد- ۱۸۷۰ میلادی

## زنان حرمسرا در دوره صفویه
در دوره اول حکومت صفویه زنان حرمسرا حتی در جنگ‌ها شرکت می‌کردند، آزادانه با امرا و درباریان مراوده داشتند و در جلسات درباری شرکت، و با اجازه شاه از حرمسرا خارج شده در شهر تردد می‌کردند. اما در دوره شاه عباس همانند شاهزادگان زنان حرمسرا نیز با محدودیت مواجه شدند. دیگر نمی‌توانستند در جلسات شرکت کنند و آزادانه در شهر بچرخند و باید در میان خواجه سرایان قرار می‌گرفتند.

## زن حرمسرا در دولت عثمانی
مادر سلطان، که والده سلطان نامیده می‌شد، قدرتمندترین زن حرمسرا و معمولاً قدرتمندترین زن امپراتوری عثمانی بود. زنانی که برای سلطان پسرانی به دنیا آورده بودند، سوگلی سلطان (به ترکی استانبولی: خاصگی سلطان) نامیده می‌شدند و در مرتبه بعدی قدرت قرار داشتند. زنان اجازه خروج از حرمسرا را نداشتند، و خواجگان سیاه‌پوست از مصر و حبشه از آن‌ها مراقبت می‌کردند.

## نگارخانه

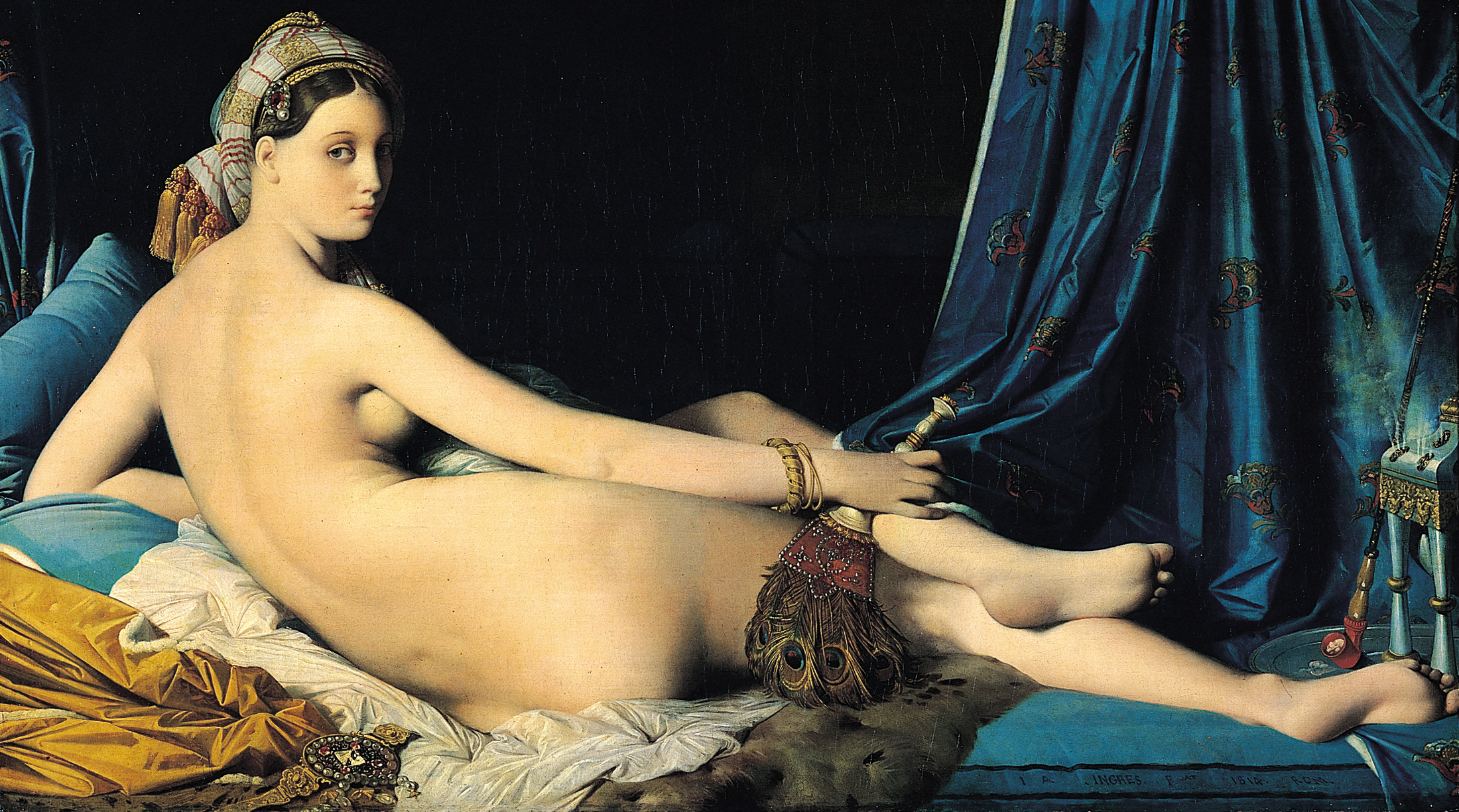
زن حرمسرای زیبا (۱۸۱۴) اثر ژان اگوست دومینیک انگر(۱۷۸۰ - ۱۸۶۷)
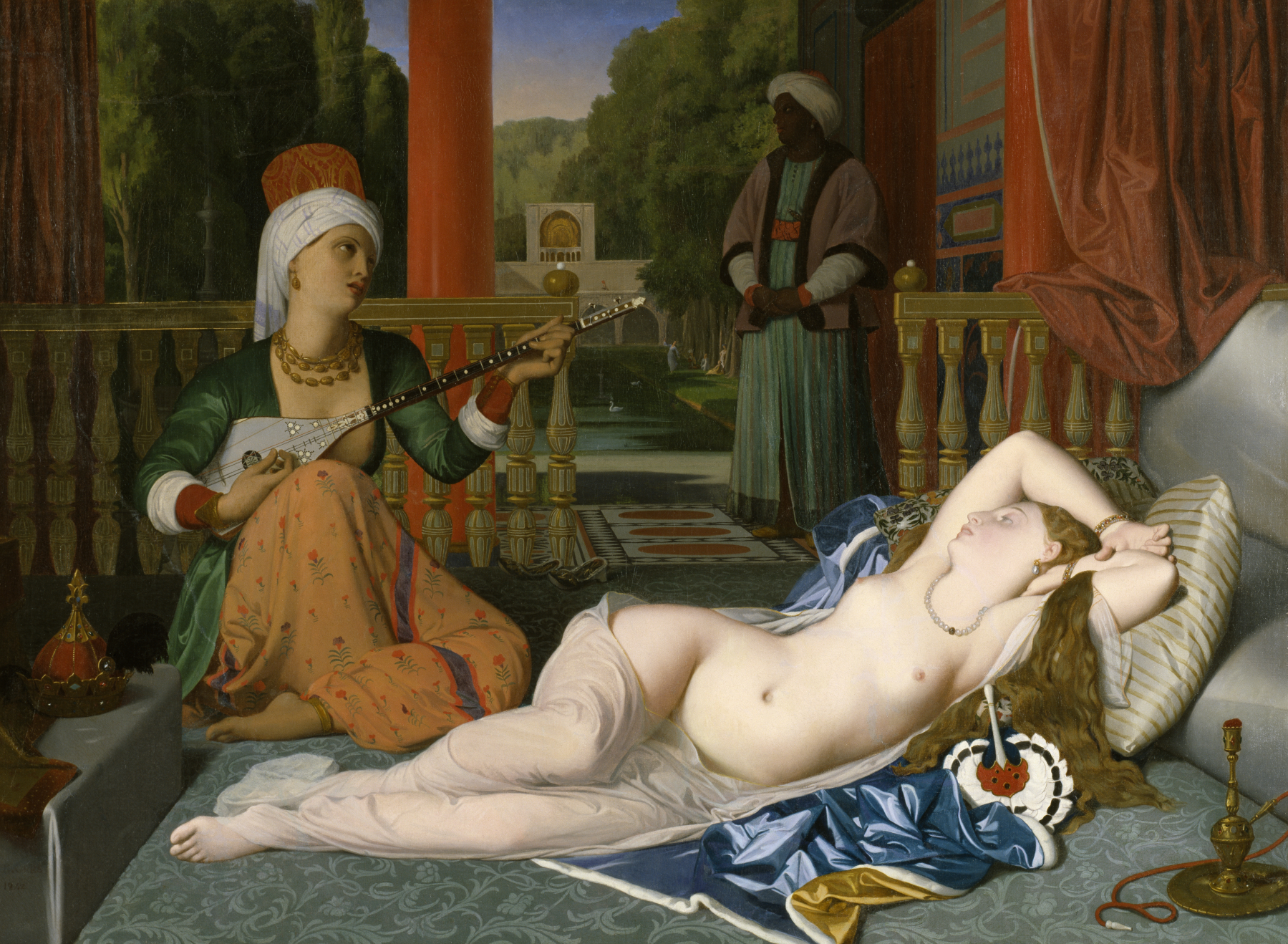
زن حرمسرا و برده اثر ژان اگوست دومینیک انگر
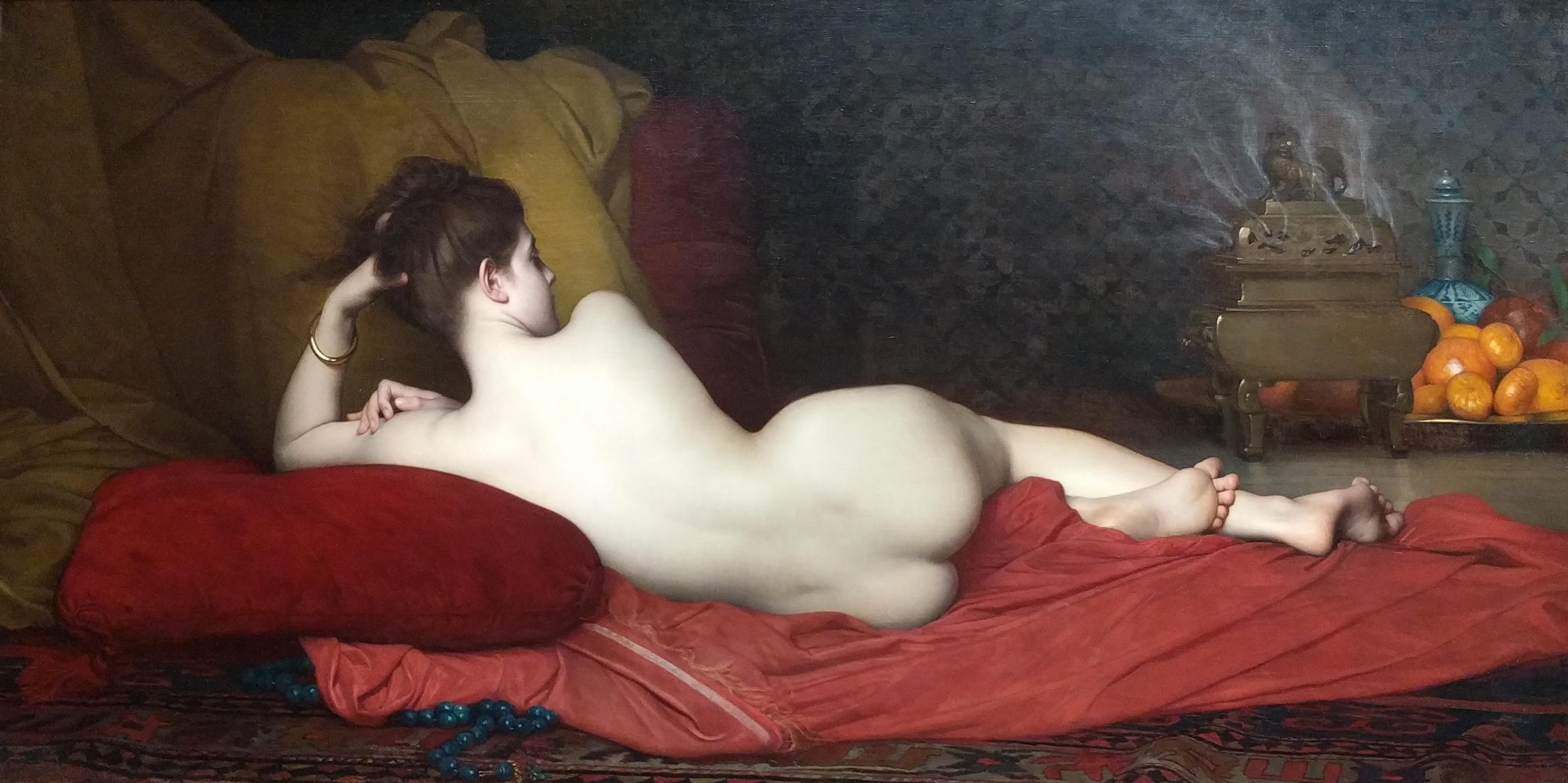
زن حرمسرا, ژول جوزف لوفور